# 穴吹町三島
穴吹町三島（あなぶきちょうみしま）は、徳島県美馬市の大字。2010年10月1日現在の人口は2,563人、世帯数は944世帯。郵便番号は〒777-0001〜777-0004。

## 地理
美馬市の中心地に位置。北は吉野川を挟んで脇町木ノ内・脇町助松・脇町新町、西は美馬郡つるぎ町と接する。
吉野川と明連川に挟まれた中州（舞中島）と狭い沖積平野および四国山地の北端部からなる。地内北部、明連川および吉野川に沿ってJR徳島線と国道192号がほぼ東西に通っている。

### 山岳
- 三ツ頭山
- 高丸

### 河川
- 吉野川
- 明連川
- 三谷川

### 中州
- 舞中島

### 小字
- 大重
- 小島
- 舞中島
- 三谷

## 歴史
- 1889年（明治22年）10月1日 - 町村制の施行により美馬郡三島村として成立。
- 1955年（昭和30年）3月31日 - 三島村が穴吹町・口山村・古宮村と合併し、穴吹町の大字となる。
- 2005年（平成17年）3月1日 - 穴吹町が木屋平村・美馬町・脇町と合併して美馬市となり、現在の町名となる。

## 施設

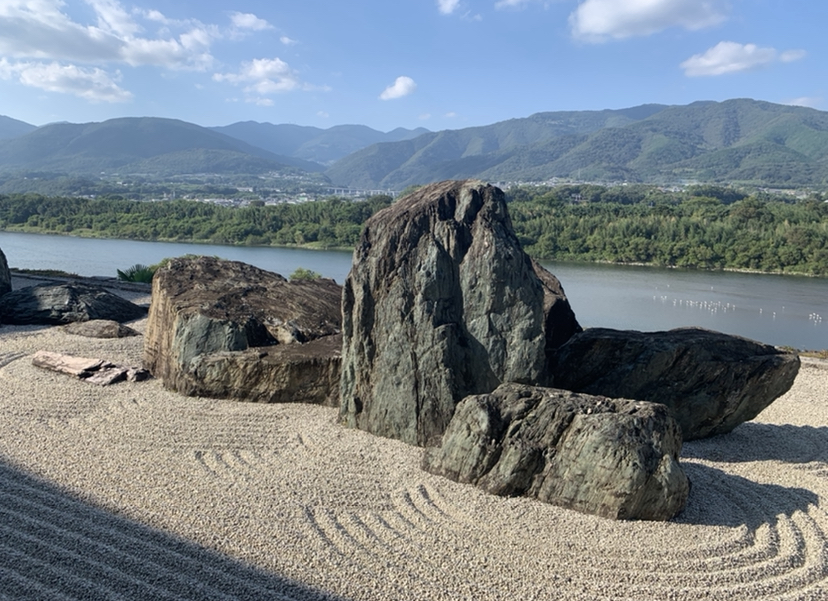
本楽寺の枯山水

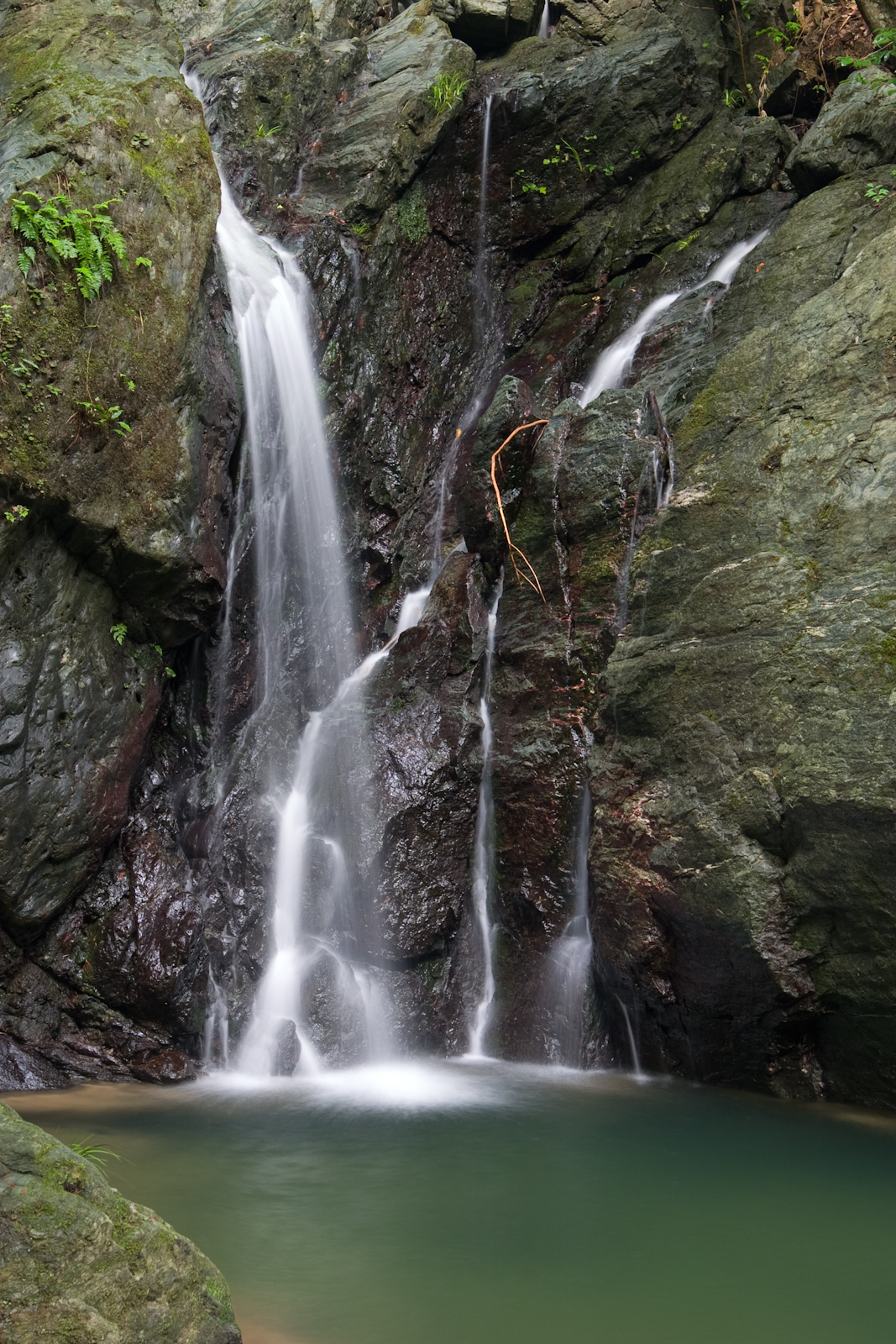
百々の滝

- 美馬市立三島中学校
- 美馬市立三島小学校
- 観音寺 - 阿波西国三十三観音霊場
- 光泉寺 - 阿波西国三十三観音霊場
- 本楽寺 - 阿波西国三十三観音霊場
- 大柳神社
- 伊射奈美神社
- 百々の滝

## 交通

### 鉄道
四国旅客鉄道（JR四国）徳島線が通り、小島駅が設置されている。

### 道路
国道
- 国道192号

都道府県道
- 徳島県道・香川県道106号穴吹塩江線
- 徳島県道157号小島停車場線
- 徳島県道199号脇三谷線

### 橋梁
- 脇町潜水橋 - 吉野川。徳島県道199号脇三谷線。
- 小島橋 - 吉野川。徳島県道・香川県道106号穴吹塩江線。

## 出身者
- 須見千次郎 - 政治家
- 岡本監輔 - 探検家